# إيمي ويس
إيمي إي. ويس (من مواليد 20 مايو 1971) هي وريثة أمريكية سويسرية ومليارديرة وفاعلة خير. اعتبارًا من مارس 2022، قُدر صافي ثروتها بـ 2 مليار دولار أمريكي. عملت سابقًا في مجلس أمناء المدرسة الوطنية للقيادة الخارجية بالإضافة إلى مؤسسة ويس، التي أسسها والدها هانزورج ويس. أنشأت ويس وزوجها مؤسسة LOR، ومقرها في لاندر، وايومنغ، وهي مكرسة لتحسين ظروف العيش في المناطق الريفية في جميع أنحاء الشمال الغربي من خلال أنشطة الحفاظ على البيئة.

## حياتها المُبكرة وتعليمها
إيمي ويس هي ابنة هانسجورج ويس الملياردير السويسري، ومؤسس مؤسسة وايز. تخّرجت إيمي من كلية سكيدمور، حيث حصلت على درجة البكالوريوس في التاريخ والسياسة.

## حياتها المهنية
خدمت ويس في مجلس إدارة سينثيس من عام 2008 إلى عام 2012 عندما تم بيعها لشركة جونسون أند جونسون. شاركت ويس في تأسيس لعبة تويرل توي ستور Twirl Toy Store في تاوس بنيو مكسيكو. كما شاركت في تأسيس مؤسسة جولدن ويلوز ريتريت وهي مركز لمواساة الثكلى في أرويو هوندو بنيو مكسيكو. أنشأت ويس وزوجها إد جاراميلو مؤسسة لور LOR.
اعتبارًا من أكتوبر 2015، بلغت قيمة ثروتها الصافية قيمة 1.85 مليار دولار أمريكي.

## عملها الخيري
عملت ويس في مجلس أمناء المدرسة الوطنية للقيادة في الهواء الطلق وكانت عضوًا في مجلس إدارة مؤسسة وايز أسست ويس في عام 2007 هي وزوجها إد جاراميلو مؤسسة لور LOR، وهي منظمة تقدم منح لتحسين المعيشة في المجتمعات الريفية في جميع أنحاء إنترماونتين الغربية من خلال تقديم القروض للمجتمعات المحلية.

## حياتها الشخصية
تحمل ويس الجنسية الأمريكية السويسرية المزدوجة. وهي تقيم في ويلسون، وايومنغ.
وهي متزوجة من إدوارد "إد" جاراميلو، وهو مواطن من تاوس، نيو مكسيكو، ومدير مشروع البناء وهو أيضًا عضو مجلس إدارة مؤسسة LOR وأكاديمية Wy'East Mountain.